# Lassales
Lassales är en kommun i departementet Hautes-Pyrénées i regionen Occitanien i sydvästra Frankrike. Kommunen ligger i kantonen Castelnau-Magnoac som tillhör arrondissementet Tarbes. År 2022 hade Lassales 37 invånare.

## Befolkningsutveckling
Antalet invånare i kommunen Lassales
| Referens: INSEE |